# حنان الشیخ
حنان الشیخ (زادهٔ ۱۲ نوامبر ۱۹۴۵) روزنامه‌نگار، نویسندهٔ لبنانی است. از او به عنوان «نویسندهٔ فمینیست جهان عرب» یاد می‌شود.

## زندگی
الشیخ در یک خانوادهٔ سختگیر شیعه در لبنان به دنیا آمد. در کالج آمریکایی دختران در قاهرهٔ مصر تحصیل کرد و در سال ۱۹۶۶ از این کالج فارغ‌التحصیل شد.
پس از آن به لبنان بازگشت و تا سال ۱۹۷۵ برای روزنامهٔ لبنانی النهار کار کرد. او بار دیگر بیروت را در سال ۱۹۷۵ در آغاز جنگ داخلی لبنان ترک کرد و به عربستان سعودی رفت تا در آن‌جا کار کند و بنویسد. الشیخ اکنون با خانواده‌اش در لندن زندگی می‌کند.

## آثار
گزیدهٔ آثار:
- ۱۹۸۰ - خودکشی مرد مرده (انتحار رجل ميت)
- ۱۹۸۰ - داستان یک گل (حكاية زهرة)
- ۱۹۸۸ - مشک آهو (مسك الغزال)
- ۱۹۹۴ - خورشید را از پشت بام جارو می‌کنم (أكنس الشمس عن السطوح)
- این‌جا لندن است عزیز من (إنها لندن يا عزيزي)
- داستان طولانی زندگی من (حكايتي شرحٌ يطول)
- نوشیدن چای در یک بعد از ظهر غمگین (شاي الظهيرة الداكن)
- همسران کاغذی (زوج من ورق)